# Tmesis
Tmesis is een stijlfiguur waarbij een samengesteld woord in twee delen wordt gesplitst om er één of meer woorden tussen te zetten.

## Tmesis in samengestelde werkwoorden
Tmesis wordt van oudsher met name toegepast bij samengestelde werkwoorden. Vooral in de gedichten van Homerus komt het vaak voor. Zo is in het volgende voorbeeld het werkwoord κατεσθίω (opeten) gesplitst:
- νήπιοι, οἲ κατὰ βοῦς Ὺπερἰονος Ήελἰοιο/ ἥσθιον (De dwazen, die de runderen van de zonnegod Hyperion opaten, Odyssee I, 8-9)

In navolging van Homerus komt het verschijnsel ook bij andere epische dichters voor, in de Latijnse literatuur bijvoorbeeld in de Aeneïs van Vergilius. In het volgende voorbeeld is het werkwoord circumfundere (omheengieten) gesplitst:
- et multo nebulae circum dea fudit amictu (en de godin goot een dikke wolkenmantel om hen heen, Aeneis I, 411)

en in het volgende voorbeeld is het werkwoord circumdare (omgeven) gesplitst:
- ter conatus ibi collo dare bracchia circum (drie keer daar proberend mijn armen rond de nek te slaan, Aeneis II, 792)

In het Nederlands (en ook bijvoorbeeld in het Duits) is tmesis van samengestelde werkwoorden een normaal verschijnsel. Bijvoorbeeld 
- Het kind at zijn eten op.
- De leraar stelde een toets samen.

Maar ook in het Nederlands kan bij samengestelde werkwoorden tmesis als stijlfiguur worden gebruikt:
- In ouden tyd in Frankenland
Een goelyk Maagdske leefde,
Die al de Maagdkens van het land,
In schoonheid over - (zegt de Kwant
Hy meent, te boven) streefde.
(J. Kinker, De verlichte muze, ed. Vis, 1982, p. 53).
- [...]de heele hemel hing
Te wachten – tot hij gaande aan te zingen ving.
(Herman Gorter, Mei II 263-264)
- En langzaam op begon muziek te tink’len.
(Herman Gorter, Mei II 1807)

## Tmesis in andere woorden
In de Latijnse poëzie werd het gebruik van tmesis soms ook naar andere woordsoorten uitgebreid:
- Bijvoorbeeld quemcumque (onbepaald betrekkelijk voornaamwoord)
quem Fors dierum cumque dabit
(welke van de dagen de Fortuin je ook maar zal geven, Horatius, Oden I, 9, 14)
- quousque (vragend bijwoord)
quo me decet usque teneri? 
(Hoelang nog moet ik wachten?, Vergilius, Aeneis V, 384)
- hactenus (bijwoord)
hac celebrata tenus sancto certamina patri.
(Tot zover werden de spelen voor de vrome vader gevierd, Vergilius, Aeneis V, 603)

In het Nederlands is het gebruik van tmesis als stijlfiguur ook uitgebreid naar niet-samengestelde woorden. Voorbeelden:
- Hij zou be- werd onderbroken, ginnen.
- Dat scheelt maar wei-, oei, toch raak, nig.